# Křenovice (district de Písek)
Pour les articles homonymes, voir Křenovice.
Křenovice (en allemand : Křenowitz) est une commune du district de Písek, dans la région de Bohême-du-Sud, en République tchèque. Sa population s'élevait à 169 habitants en 2020.

## Géographie
Křenovice se trouve à 16 km au nord-est de Písek, à 45 km au nord-nord-ouest de Ceské Budejovice et à 80 km au sud de Prague.
La commune est limitée par Stehlovice au nord, par Veselíčko au nord-est, par Bernartice à l'est et au sud, par Podolí I au sud-ouest et à l'ouest, et par Jetětice au nord-ouest.

## Histoire
La première mention écrite du village remonte à 1379. Jusqu'en 1923, le village s'appelait Chřenovice ; de 1939 à 1945, en allemand : Kschenowitz.

## Transports
Par la route, Křenovice se trouve à 10 km de Milevsko, à 17,5 km de Písek, à 54 km de Ceské Budejovice et à 109 km de Prague.